# Erdős-Borwein-Konstante
Die Erdős-Borwein-Konstante, benannt nach Paul Erdős und Peter Borwein, ist eine mathematische Konstante. Sie ist als die Summe der Kehrwerte der Mersenne-Zahlen definiert:
{\displaystyle E=\sum _{n=1}^{\infty }{\frac {1}{2^{n}-1}}=1{,}60669{\text{ }}51524{\text{ }}15291{\text{ }}76378{\text{ }}...} (Folge A065442 in OEIS)
Folgende Darstellungen sind dazu äquivalent:
{\displaystyle E=\sum _{n=1}^{\infty }{\frac {1}{2^{n^{2}}}}{\frac {2^{n}+1}{2^{n}-1}}}
{\displaystyle E=\sum _{m=1}^{\infty }\sum _{n=1}^{\infty }{\frac {1}{2^{mn}}}}
{\displaystyle E=1+\sum _{n=1}^{\infty }{\frac {1}{2^{n}(2^{n}-1)}}}
{\displaystyle E=\sum _{n=1}^{\infty }{\frac {\sigma _{0}(n)}{2^{n}}}}
wobei σ0(n) = d(n) die Teileranzahl ist (Anzahl der positiven Teiler von n). Um die Äquivalenz zu beweisen, beachte man, dass alle Summen als Lambert-Reihen ausgedrückt und dann umsummiert werden können.
Die Konstante wurde bereits 1749 von Euler betrachtet. Erdős zeigte 1948, dass E eine irrationale Zahl ist. Borwein zeigte 1992, dass allgemein
{\displaystyle \sum _{n=1}^{\infty }{\frac {1}{q^{n}-r}}}     und     {\displaystyle \sum _{n=1}^{\infty }{\frac {(-1)^{n}}{q^{n}-r}}}
für jede ganze Zahl q ≠ 0, ±1 und jede rationale Zahl r ≠ 0, qn irrational, aber nicht liouvillesch sind.